# Kon Artis
Denaun Montez Porter, bättre känd under artistnamnet Kon Artis eller Mr. Porter, född 7 december, 1979, är en av originalmedlemerna i Detroit-rapgruppen D12.